# Rapport Cass

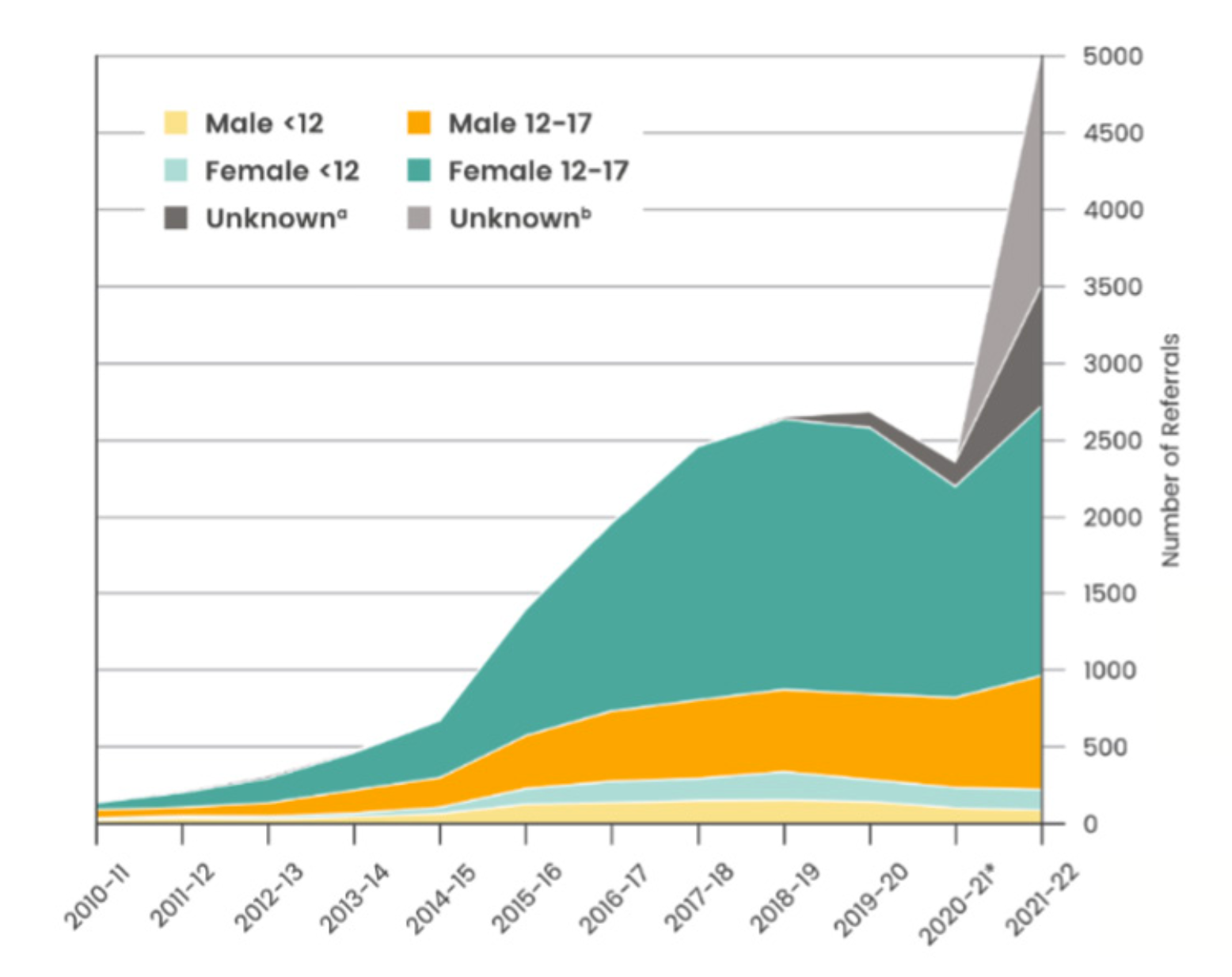
Logo du Rapport Cass.

Le rapport Cass (Independent Review of Gender Identity Services for Children and Young People) est une évaluation indépendante commandée en 2020 par le National Health Service England (en)  et le NHS Improvement (en) et établie sous la direction du Dr Hilary Cass.
L'examen porte sur les services publics de soins liés au genre pour les enfants et les jeunes d'Angleterre et du pays de Galles, incluant ceux présentant une dysphorie de genre et ceux s'identifiant comme transgenres. Ces services sont assurés au troisième niveau par le Gender Identity Development Service (GIDS).
Un rapport intermédiaire commandé par le National Health Service England dans sa lettre de mission est publié en mars 2022 et le NHS England (en) annonce fermer le Gender Identity Development Service en juillet de la même année.
Le rapport final est publié le 10 avril 2024 et recommande une approche décentralisée et holistique de la prise en charge des jeunes patients. Il recommande également une grande prudence dans la prescription de bloqueurs de puberté.
Globalement salué par les principaux médias britanniques, le rapport final est critiqué par certaines organisations médicales internationales.

## Historique

### Saisine et mission
En Angleterre et au pays de Galles, les soins médicaux publics sont assurées par le National Health Service England (en) un établissement public du Département de la Santé et de la Protection sociale du Royaume-Uni. La Tavistock Clinic, centre de thérapie d’inspiration psychanalytique héberge le Gender Identity Development Service (GIDS) à partir de 1989. Depuis de 2004, le GIDS propose, en s'inspirant du « protocole hollandais », des prescriptions de bloqueurs de puberté. La limite d'âge de ces prescriptions est supprimée à partir de 2014. Si en 2009, le GIDS recense 97 patients référencés, ils augmentent notamment vers 2015 pour atteindre 2 500 en 2020 avec 4 600 patients sur liste d'attente. Ce changement dans les pratiques professionnelles de certains personnels, l'augmentation de la fréquentation du service et le changement dans la typologie des patients adressés conduisent à la publication d'un premier rapport par le Dr Bell,,.
Le GIDS est par ailleurs attaqué en justice devant la Haute Cour de justice, qui est saisie de la question du consentement des enfants de moins de 16 ans.
D'autre procédures judiciaires sont intentées contre la Fiducie « Tavistock and Portman NHS Foundation Trust » relativement aux conditions de travail du personnel, tandis que des associations de patients s'inquiètent notamment des délais de prise en charge,,. Le débat de société est clivant et national.
Le 22 novembre 2020, le National Health Service England commande au Dr Hillary Cass une évaluation indépendante des soins offerts par le Gender Identity Development Service afin de « formuler des recommandations sur la manière d'améliorer les services destinés aux enfants et aux jeunes rencontrant des problèmes avec leur identité de genre ou une incongruité de genre, et veiller à ce que le(s) meilleur(s) modèle(s) pour des services sûrs et efficaces soient mis en place. »,,. Les axes d'étude doivent s'appuyer sur  des revues systématiques de la littérature scientifique afin d'évaluer l'épidémiologie, la gestion clinique, les modèles de soins et les résultas obtenus ainsi qu'une évaluation des lignes directrices internationales et une enquête internationale sur les clinques de genre dans le cadre d'une médecine basée sur les preuves, . Les revues et études sont réalisées par l'Université de York. La lettre de mission recommande une coopération avec le GIDS pendant la review,.
Compte tenu des affaires pendantes l'aspect relatif au consentements des mineurs de moins de 16 ans est subordonné aux décisions judiciaires,. La Cour d'appel juge qu'il appartient aux médecins de décider quand leurs patients mineurs sont aptes à consentir à des traitements hormonaux.
Un rapport d'étape est initialement prévu début 2021 et le rapport final pour la fin de la même année.
Si le rapport Cass est commandé dans le cadre du système de santé public d'Angleterre et du pays de Galles, il est scruté tant au niveau national qu'international. Selon le Times, il s'agit de la plus vaste étude consacrée au domaine des soins de santé transgenre.

### Rapport d'étape
Le rapport d'étape est publié en mars 2022.
Il affirme que l'augmentation du nombre de cas référencés a conduit à une surcharge de travail du personnel et recommande la création d'un réseau de pôles régionaux pour fournir des soins et un soutien aux jeunes.
Le rapport note également que l'approche clinique utilisée par le Service de développement de l'identité de genre (GIDS) « n'a pas été soumise à certaines des mesures de contrôle habituelles » généralement appliquées pour les nouveaux traitements, et soulève des inquiétudes quant au manque de données collectées par le GIDS,.
Il relève également que les médecins généralistes comme les autres personnels non-GIDS se sentent « sous pression pour adopter une approche positive et inconditionnelle » envers les enfants qui ne sont pas sûrs de leur sexe, « éclipsant » d'autres problèmes tels qu'une mauvaise santé mentale. À cet égard, la fiducie Tavistock and Portman NHS Foundation Trust répond que « le respect de l'identité de quelqu'un n'empêche pas l'exploration » tout en convenant que «le soutien doit être holistique, basé sur les meilleures preuves disponibles et qu'aucune hypothèse ne doit être formulée quant au bon résultat pour n'importe quelle jeune personne"

### Résultats du rapport final

#### Augmentation des cas référencés
Le rapport final ne trouve aucune explication claire à l'augmentation du nombre d'enfants et d'adolescents souffrant de dysphorie de genre, mais indique qu'il existe un large consensus pour l'attribuer à un ensemble de facteurs biologiques et psychosociaux.
Les influences suggérées comprennent notamment les effets des réseaux sociaux sur la santé mentale, les abus sur mineurs, l'accès facilité à l'information concernant la dysphorie de genre, les difficultés rencontrée quand émerge l'orientation sexuelle et l'exposition précoce à la pornographie en ligne.
Le rapport considère que la meilleurs acceptation sociale des identités transgenres est insuffisante pour expliquer seule cette augmentation des cas référencés,,,.

#### Transition sociale
Le rapport final classe la transition sociale comme une « intervention active » en déclarant que les enfants ayant effectué une transition sociale sont plus susceptibles de poursuivre leur transition médicale.
Le rapport recommande une approche prudente de la transition sociale et souligne la nécessité d'une participation clinique dans la détermination des risques et des avantages. Il souligne que cet accompagnement ne peut être assuré sans une formation clinique appropriée,,.

#### Bloqueurs de puberté
Le rapport final indique que les éléments justifiant la suppression précoce de la puberté restent flous, avec des effets inconnus sur le développement cognitif et psychosexuel.
Une revue systématique ayant examiné 50 études sur l'utilisation d'inhibiteurs de la puberté en utilisant une version modifiée de l'échelle de Newcastle-Ottawa n'en considère qu'une seule comme étant de haute qualité, 25 autres étant de qualité modérée les 24 restantes étant de qualité modérée à faible.
Cette étude affirme que le manque de preuves significatives implique qu'aucune conclusion ne peut être tirée concernant l'impact des bloqueurs de puberté sur la dysphorie de genre et la santé mentale, mais qu'en revanche elle a trouvé des preuves que la santé des os était compromise pendant le traitement.
L'étude s'oppose à l'idée selon laquelle les bloqueurs de puberté donneraient aux jeunes patients un « temps de réflexion », en relevant que la majorité des patients qui ont pris des bloqueurs de puberté ont ensuite décidé de passer à un traitement hormonal.
Pour les femmes transgenres, le rapport final conseille de trouver un équilibre entre la nécessité d'atténuer les effets de la puberté masculine et le besoin de permettre un certain niveau de développement du pénis au cas où la patiente souhaiterait ultérieurement subir une vaginoplastie,,,

#### Thérapie hormonale
Le rapport final affirme que, malgré une utilisation de longue date chez les adultes transgenres, de nombreuses inconnues subsistent quant à l'utilisation du traitement hormonal chez les moins de 18 ans. Il relève que, concernant ces derniers, les données de suivi à long terme et les informations sur les résultats sont de qualité médiocre.
Une revue systématique est réalisée  évaluant 53 études sur l'hormonothérapie transgenre et utilisant une version modifiée de l'échelle de Newcastle-Ottawa. Elle n'en considère qu'une seule de haute qualité, 33 de qualité moyenne et 19 de faible qualité.
Dans l'ensemble, l'analyse relève des preuves de bénéfices psychologiques  après  selon lesquelles le traitement hormonal améliore les résultats psychologique s12 mois, mais affirme ne recenser que des preuves insuffisantes ou incohérentes concernant les risques et les avantages physiques.
Le rapport relève qu'il devrait y avoir une « justification clinique claire » pour la prescription d'hormones avant l'âge de 18 ans,,,.

#### Parcours cliniques
Le rapport final considère que les cliniciens ne peuvent prévoir avec assez de certitude quels enfants et jeunes auront une identité trans durable à l’âge adulte et affirme que pour la plupart de ces personnes, un parcours médical ne serait pas le plus approprié.
Lorsqu’un parcours médical est cliniquement indiqué, des problèmes plus larges de santé mentale ou psychosociaux doivent également être abordés.
En raison d’un manque de suivi, le nombre effectif de personnes ayant subi une détransition après un traitement hormonal n'a pu être déterminé.
Le rapport Cass a tenté de travailler avec le Gender Identity Development Service et les services de genre pour adultes du NHS pour « combler certaines des lacunes dans les données de suivi des quelque 9 000 jeunes qui ont suivi le GIDS afin de développer une base de données probantes plus solide ». Cependant, malgré les encouragements du NHS England, « la coopération nécessaire n’a pas été au rendez-vous ».

#### Lignes directrices internationales

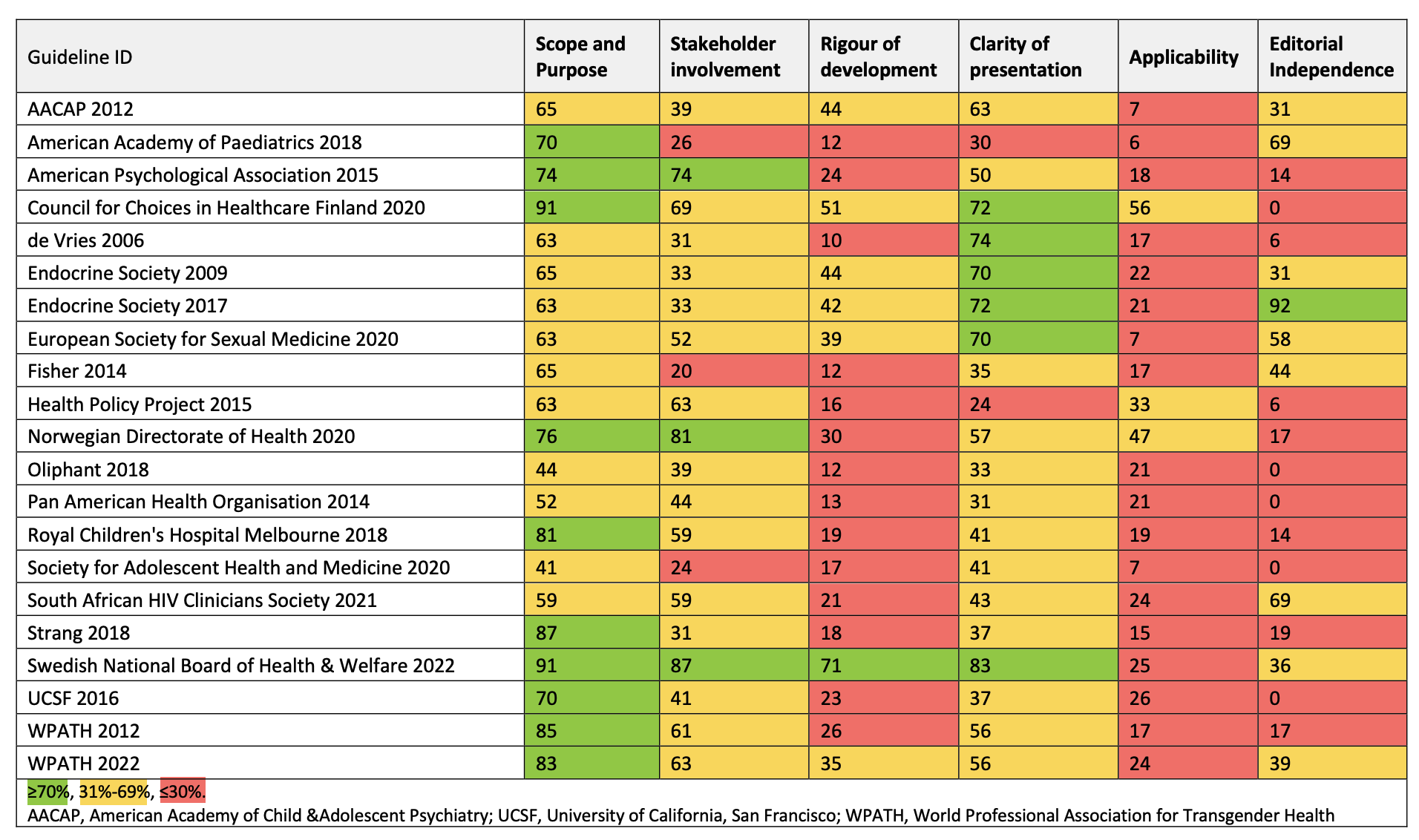
Tableau 6 de la revue Cass : scores du domaine d'évaluation critique

Une revue systématique,  évalue 23 lignes directrices régionales, nationales et internationales couvrant des domaines de pratique clés, tels que les principes de soins, les méthodes d'évaluation et les interventions médicales.
Cette analyse conclue que la plupart des lignes directrices manquaient d’indépendance éditoriale et de rigueur de développement, et étaient presque toutes influencées par la ligne directrice de l’Endocrine Society de 2009 et la ligne directrice WPATH de 2012, qui étaient elles-mêmes étroitement liées.
Le rapport final questionne la fiabilité des lignes directrices et conclut qu'aucune ligne directrice internationale unique concernant les soins aux transgenres ne pouvait être appliquée dans son intégralité au NHS England (en).

#### Opinions cliniques contradictoires
Le rapport final identifie des points de vue contradictoires parmi les cliniciens concernant le traitement approprié, les attentes en matière de soins s'écartant parfois des normes cliniques.
Il note que les différends portant sur des termes tels que les approches « exploratoire » et « affirmative » rendaient difficile l'établissement d'une terminologie neutre. Certains cliniciens craignaient de travailler avec des jeunes qui remettent en question leur genre.
Le rapport indique que certains professionnels craignent d'être accusés de pratiques de conversion et sont également préoccupés par la législation interdisant les thérapies de conversion. Le rapport final poursuit en affirmant que de nombreux professionnels sont inquiétés « par un débat inutilement polarisé sur les pratiques de conversion »,.

### Recommandations du rapport final
32 recommandations sont formulées et couvrent des domaines tels que l'évaluation des enfants et des jeunes, le diagnostic, les interventions psychologiques, la transition sociale, l'amélioration de la base de données probantes sur laquelle reposent les interventions médicales et non médicales, les bloqueurs de puberté et les traitements hormonaux, l'amélioration des services, l'éducation et la formation, les parcours cliniques, les détransitions et offre privée,.
Il recommande d'encadrer rigoureusement la transition médicale des jeunes patients en restant dans le cadre d'un protocole expérimental avec un suivi médical systématique. Il conseille de ne pas prescrire d'hormones avant 16 ans et d'être très prudents pour les patients de moins de 18 ans (recommandation 8). Il préconise de fournir « un soutien thérapeutique holistique et sans hâte » aux patients, qu'ils aient accès à des hormones ou pas (section 11 sur la psychothérapie, point 66 de l'introduction, point 10.76). Il précise que « les cliniciens sont incapables de déterminer avec certitude quels enfants et jeunes garderont une identité trans durable ».
Le rapport final recommande en outre que les jeunes adultes en quête de transition entre 17 et 25 ans soient envoyés vers un « service de suivi »  plutôt que d'être autorisés à accéder à une clinique pour adultes.

## Réception et conséquences

### Rapport d'étape
Certaines critiques du fonctionnement du GIDS que l'Association des psychologues cliniciens du Royaume-Uni (ACP-Royaume-Uni) tire du rapport intérimaire de Cass sont les suivantes:
Le GIDS a adopté une approche qui était principalement affirmative plutôt qu'exploratoire; l'évaluation n'était pas standardisée; les évaluations de la santé mentale et du développement neurologique n'ont pas été menées de manière exhaustive, ce qui a conduit à une « éclipse du diagnostic » dans laquelle la dysphorie de genre a été prise en compte sans prendre en compte les diagnostics coexistants; les processus de sauvegarde faisaient défaut.
En réponse, une lettre ouverte signée par plus de quarante psychologues cliniciens qualifie la déclaration de l'ACP de « trompeuse » et déclare qu'elle « perpétue des discours préjudiciables sur le travail et les identités de genre en général ». Environ la moitié des signataires sont des cadres supérieurs actuels ou anciens du GIDS.
En novembre 2022, l'Association professionnelle mondiale pour la santé des personnes transgenres (WPATH), ainsi que l’ASIAPATH, l’EPATH, la PATHA et l’USPATH, publient une déclaration critiquant les spécifications de service provisoires du NHS England sur la base du rapport intermédiaire.
Elle expose plusieurs points de désaccords avec le rapport, lui reprochant notamment une pathologisation de la diversité des genres, l'élaboration d'hypothèses «dépassées» concernant la nature des personnes transgenres ainsi que d'«ignorer» les preuves les plus récentes sur ces questions.
Cette tribune affirme également que « le refus d'un traitement d'affirmation du genre sous couvert de « thérapie exploratoire » équivaut à une de «thérapie conversion » ou de « thérapie réparatrice » sous un autre nom. ».
Le NHS England décide d'appliquer les recommandations de décentralisations des soins et de prudence dans la prescription de traitements hormonaux. Il annonce la fermeture progressive du GIDS en juillet 2022.

### Rapport final

#### Impact sur les parcours de soins au Royaume-Uni
Le 12 mars 2024, avant la publication officielle du rapport final, le NHS England (en) annonce exclure les bloqueurs de puberté pour les mineurs de moins de 16 ans orientés vers des parcours de soins relatifs au genre, excepté dans le cadre d'essais cliniques,.
Si les décisions du NHS England n'ont pas de portée règlementaire hors d'Angleterre et du Pays de Galles, le NHS Greater Glasgow and Clyde (NHSGGC) et le NHS Lothian suspendent mi-mars 2024 la prescription de traitements hormonaux pour les nouveaux patients. La Dr Emilia Crighton, directrice de la santé publique du NHSGCC, relève l'importance des résultats exposés par le rapport final et prévoit « de travailler avec le gouvernement écossais et les partenaires universitaires pour générer des preuves qui nous permettent de prodiguer des soins sûrs à nos patients. »,.
En réponse au rapport final, le directeur des mises en service spécialisées du NHS England, John Stewart, envoie un courrier au Dr Cass déclarant que l'utilisation de l'hormonothérapie d'affirmation de genre chez les adultes serait réétudiée en suivant la méthodologie appliquée dans le rapport au sujet des bloqueurs de puberté,,.
Sur demande de la Secrétaire d'État à la Santé, Victoria Atkins, les six fiducies du NHS England qui avaient intialement refusé de divulguer leurs données lors de l'élaboration du rapport indiquent accepter de les communiquer,.

#### Réactions publiques au Royaume Uni
Le Premier Ministre déclare « Nous ne connaissons tout simplement pas les impacts à long terme du traitement médical ou de la transition sociale sur eux, et nous devons donc faire preuve d’une extrême prudence. »
Le travailliste Wes Streeting, Secrétaire d'État à la Santé du cabinet fantôme, salue le rapport final en affirmant qu'il « doit constituer un moment décisif pour les services d'identité de genre du NHS » et que la « Cass Review fournit un cadre fondé sur des preuves pour y parvenir ». Dans une interview au Sun, il déclare que les politiciens ont la « responsabilité collective » d'agir en réponse au « Cass review »,.
En Écosse, le Premier ministre d'Écosse indique que la compassion envers les jeunes patients des cliniques de genre doit systématiquement guider l'action publique et qu'un processus de révision des parcours de soins en est en cours .
La British Psychological Society salue le rapport final comme étant « approfondi et sensible », à la lumière de la nature complexe et controversée du sujet.
Sallie Baxendale, professeur de neuropsychologie clinique à l'University College de Londres, déclare au Guardian que le rapport « met à nu l'absence inquiétante de preuves justifiant les traitements prescrits par les cliniciens du NHS aux enfants souffrant de détresse sexuelle depuis plus d'une décennie ».
Le psychologue clinicien Aiden Kelly, qui travaillait au Service de développement de l'identité de genre, a déclaré que "le rapport Cass contenait un niveau de prudence injustifiable". Et cela, faisant référence à la décision de se débarrasser du GIDS, "il semble vraiment que nous reculions au lieu d'avancer".
L'association de défense des jeunes trans Mermaids (en) ainsi que l'association LGBTQIA+ Stonewall s'inquiètent de recommandations pouvant entraîner des obstacles pour les jeunes transgenres dans l’accès aux soins. Mermaids salue cependant « les appels à une recherche plus transparente et de haute qualité qui aide les enfants et les jeunes trans à recevoir des soins opportuns, holistiques, de soutien et personnalisés ». Tout en remerciant le Dr Cass pour son soucis de traiter les mineurs trans et leurs familles avec bienveillance et respect, Mermaids rappelle ses craintes de voir le « qu'une partie du langage utilisé dans le rapport soit sujet à des interprétations erronées et puisse être utilisé pour justifier des obstacles supplémentaires à l'accès aux soins pour certains jeunes trans, de la même manière que le rapport d'étape l'a été ».
À la suite de cette publication, le Dr Cass reçoit des menaces et il lui est déconseillé de prendre les transports en commun pour des raisons de sécurité,.

#### Controverse sur les normes de preuves médicales
L'endocrinologue Ada Cheung, directrice du groupe de recherche sur la santé des transgenres de l'université de Melbourne, conteste les conclusions relatives aux bloqueurs de puberté, affirmant que des études jugées de haute qualité montraient déjà que les personnes traitées avec des bloqueurs de puberté souffraient moins de dépression et d'anxiété, le traitements réduisant les tendances suicidaires et les difficultés d’interaction avec les pairs.
Portia Predny, vice-présidente de l'Association professionnelle australienne pour la santé des transgenres, conteste également la conclusion du rapport selon laquelle la qualité des preuves en faveur des soins d'affirmation de genre est faible. Elle considère que la norme de preuve exigée (essais contrôlés randomisés) n'est ni pratiquement réalisable, ni éthique.
Dans le  British Medical Journal, le rédacteur en chef répond aux critiques selon lesquelles les normes de preuve recommandées par le rapport seraient irréalisables, affirmant: « En fait, la réalité est différente : les études sur la médecine du genre manquent terriblement de rigueur méthodologique ; la barre méthodologique pour les études sur la médecine du genre était placée trop bas ».
Une étude scientifique avec comité de lecture, publiée le 10 mai 2025, critique la méthodologie même du rapport Cass.

#### Réactions hors du Royaume-Uni.
Amnesty International fustige « la couverture sensationnaliste » du rapport et déclare « Cette étude est utilisée comme une arme par des personnes qui se délectent de la diffusion de désinformations et de mythes sur les soins de santé pour les jeunes trans ».
L'Association professionnelle mondiale pour la santé des personnes transgenres déclare que le rapport « est enraciné dans la fausse prémisse selon laquelle les alternatives non médicales aux soins entraîneront moins de détresse chez les adolescents ». Pour la WPATH, les « politiques qui restreignent sévèrement l'accès aux soins de santé physiques et se concentrent presque exclusivement sur les soins de santé mentale pour une population que l'Organisation mondiale de la santé ne considère pas comme une maladie mentale intrinsèque, sont nocives ». L'Association professionnelle européenne pour la santé des personnes transgenres exprime que « en attendant des résultats de recherche, ne pas fournir les soins réservé aux adolescents transgenres pouvant inclure des bloqueurs de puberté et des hormones aux adolescents expérimentant une incongruence de genre n'est pas un acte neutre qui pourrait avoir des effets néfastes immédiats et à long terme pour une jeune personne transgenre ».
L'Association professionnelle pour la santé des transgenres Aotearoa, une organisation professionnelle néo-zélandaise, affirme que le rapport propose des « recommandations préjudiciables » et « ignore le consensus des principaux organismes médicaux du monde ». Le communiqué affirme qu'« un certain nombre de personnes impliquées dans l'examen et le groupe consultatif ont précédemment plaidé en faveur de l'interdiction des soins d'affirmation du genre aux États-Unis et ont promu une « thérapie exploratoire de genre » non affirmative, qui est considérée comme une pratique de conversion ».
L'Endocrine Society observe que le rapport « ne contient pas de nouvelles recherches permettant de contredire les recommandations faites par notre Guide Clinique Pratique » et déclare que « bannir des soins médicaux basés sur des preuves à partir de désinformation enlève la capacité aux parents et aux patients de prendre des décisions informées ».